# 大保駅

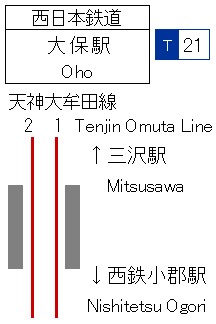
配線図

大保駅（おおほえき）は、福岡県小郡市大保にある西日本鉄道（西鉄）天神大牟田線の駅である。駅番号はT21。

## 歴史

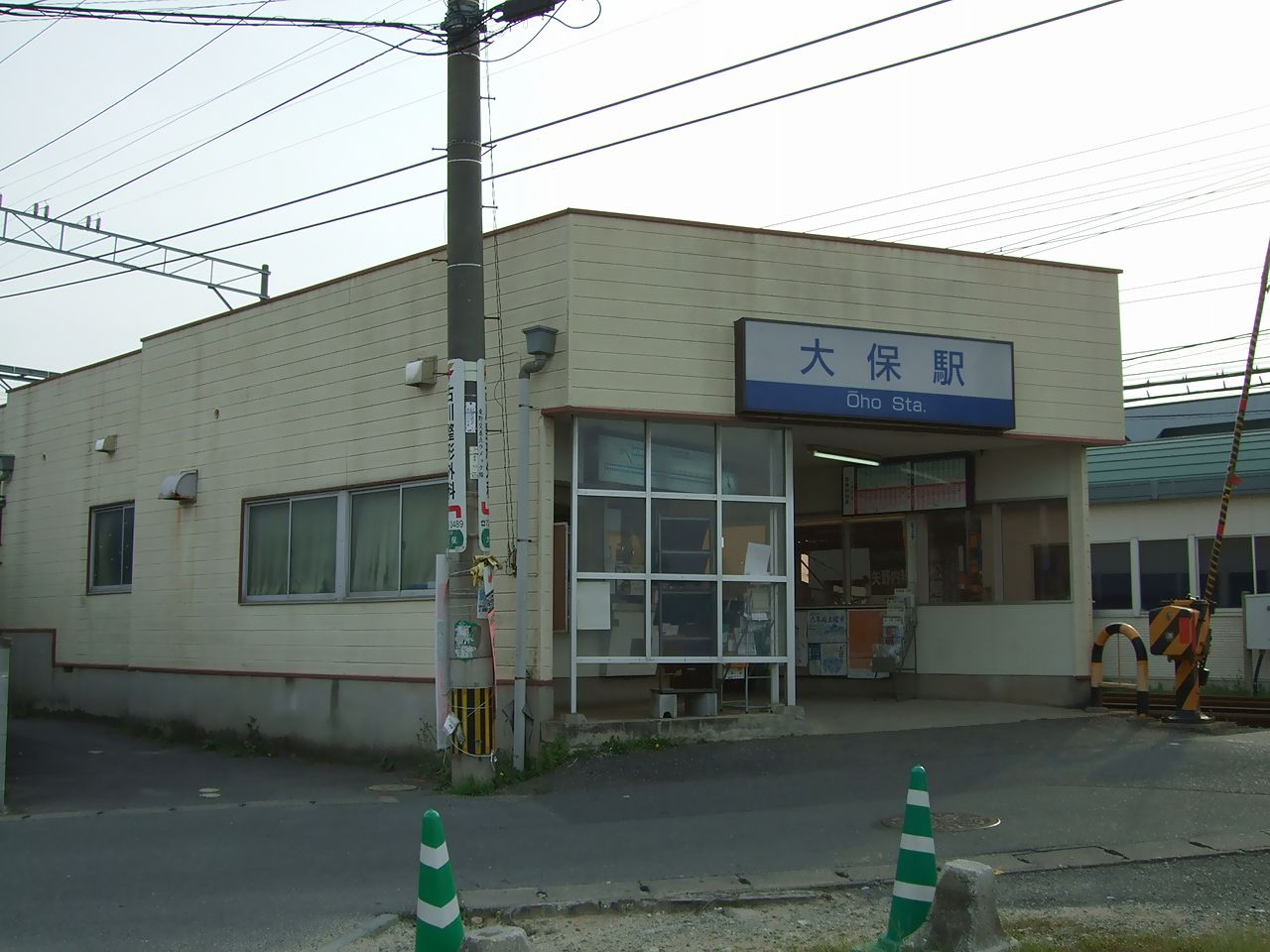
先代の駅舎。2017年に解体され現駅舎に建て替えられた

- 1924年（大正13年）4月12日：開業。
- 1999年（平成11年）：西口開設。
- 2008年（平成20年）5月18日：ICカードnimoca供用開始。
- 2017年（平成29年）2月1日：駅ナンバリングを導入[2]。
- 2022年（令和3年）4月1日：駅集中管理システムを導入し、無人化[3][4]。

## 駅構造

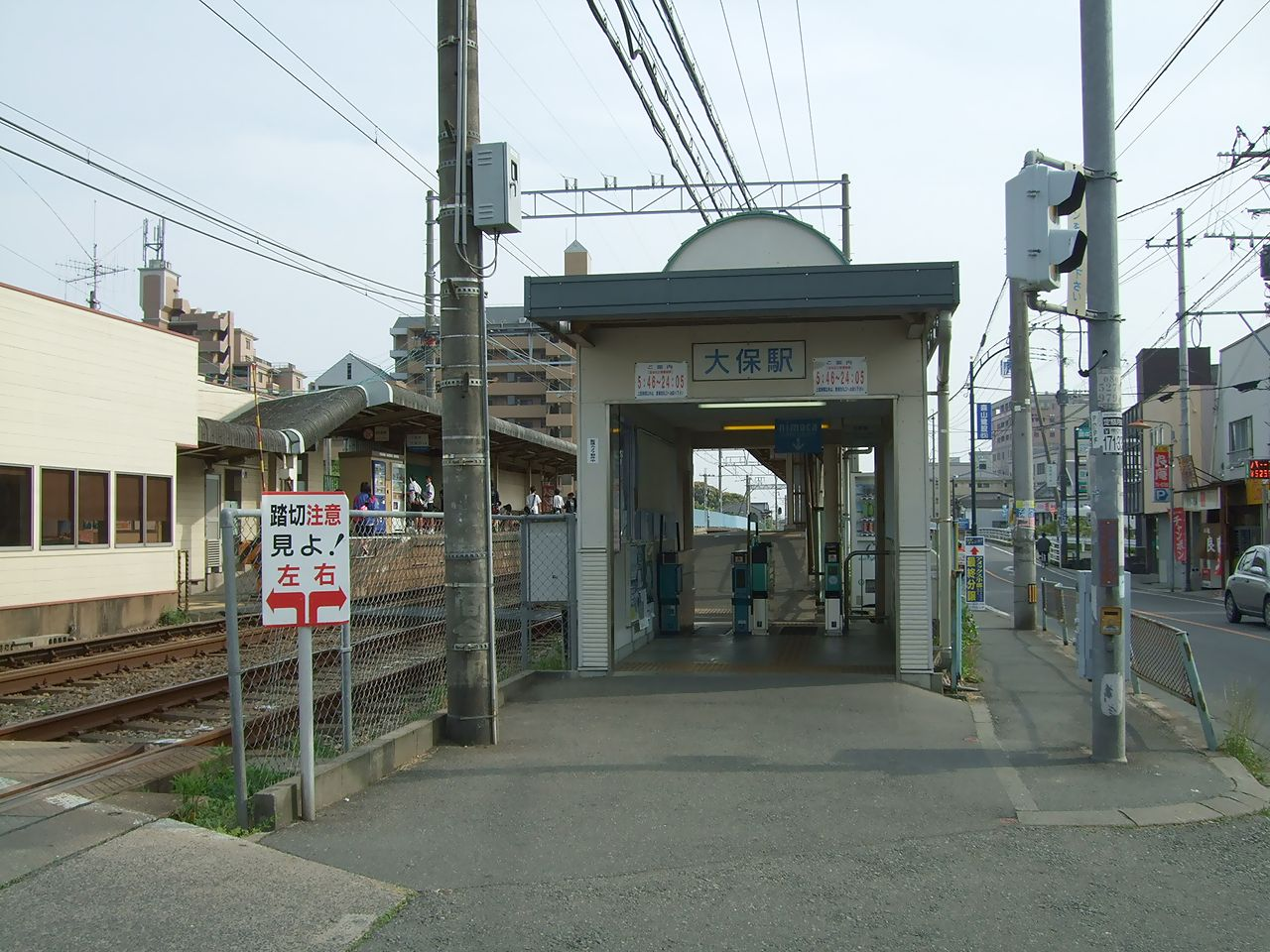
上り側ホームの改札口

相対式ホーム2面2線の地上駅。無人駅である。下りホーム側に駅舎があり、2017年に建て替えられた。下りホームと上りホームは構内踏切で結ばれている。上りホーム側には、自動改札機2機のみの改札口が設置されている。
下りホーム側には、自動改札機1機、自動券売機1機設置していた。
ホーム有効長は8両分ある。
| ホーム | 路線          | 方向 | 行先                     | 備考 |
| ------ | ------------- | ---- | ------------------------ | ---- |
| 1      | ■天神大牟田線 | 下り | 久留米・柳川・大牟田方面 |      |
| 2      | ■天神大牟田線 | 上り | 二日市・福岡（天神）方面 |      |

## 利用状況
2022年度の1日平均乗降人員は2,392人である。
各年度の1日平均乗降人員は下表のとおり。
| 年度   | 1日平均 乗降人員 |
| ------ | ---------------- |
| 2000年 | 3,022            |
| 2001年 | 2,923            |
| 2002年 | 2,864            |
| 2003年 | 2,822            |
| 2004年 | 2,843            |
| 2005年 | 2,838            |
| 2006年 | 2,893            |
| 2007年 | 2,939            |
| 2008年 | 2,705            |
| 2009年 | 2,649            |
| 2010年 | 2,683            |
| 2011年 | 2,748            |
| 2012年 | 2,727            |
| 2013年 | 2,915            |
| 2014年 | 2,837            |
| 2015年 | 2,847            |
| 2016年 | 2,785            |
| 2017年 | 2,827            |
| 2018年 | 2,787            |
| 2019年 | 2,748            |
| 2020年 | 2,255            |
| 2021年 | 2,292            |
| 2022年 | 2,392            |

## 駅周辺

### 下りホーム側
- 小郡市運動公園（小郡市野球場など）
- 小郡市陸上競技場
- イオン小郡ショッピングセンター
- 宝満川

※毎年、夏に運動公園付近で花火大会があり駅が混雑する。
- 大原小学校

### 上りホーム側
- 九州情報大学小郡キャンパス
- 平岡調理専門学校
- 小郡大保郵便局
- 本間病院 - 車で5分
- 小郡市立大原中学校
- 小郡市立東野小学校
- 西原内科
- マルキョウ
- ダイレックス
- 陸上自衛隊小郡駐屯地
- ザ・シューズ
- ゲオ
- 筑紫修学館小郡大保校

## 隣の駅
西日本鉄道
■天神大牟田線
■特急・■急行
通過
■普通・急行（筑紫から・まで急行）
三沢駅（T20） - 大保駅（T21） - 西鉄小郡駅（T22）